# Station Rectory Road
Rectory Road is een spoorwegstation van National Rail in Hackney in Engeland. Het station is eigendom van Network Rail en werd tot mei 2015 beheerd door Greater Anglia. Sedertdien wordt het station beheerd door London Overground. 

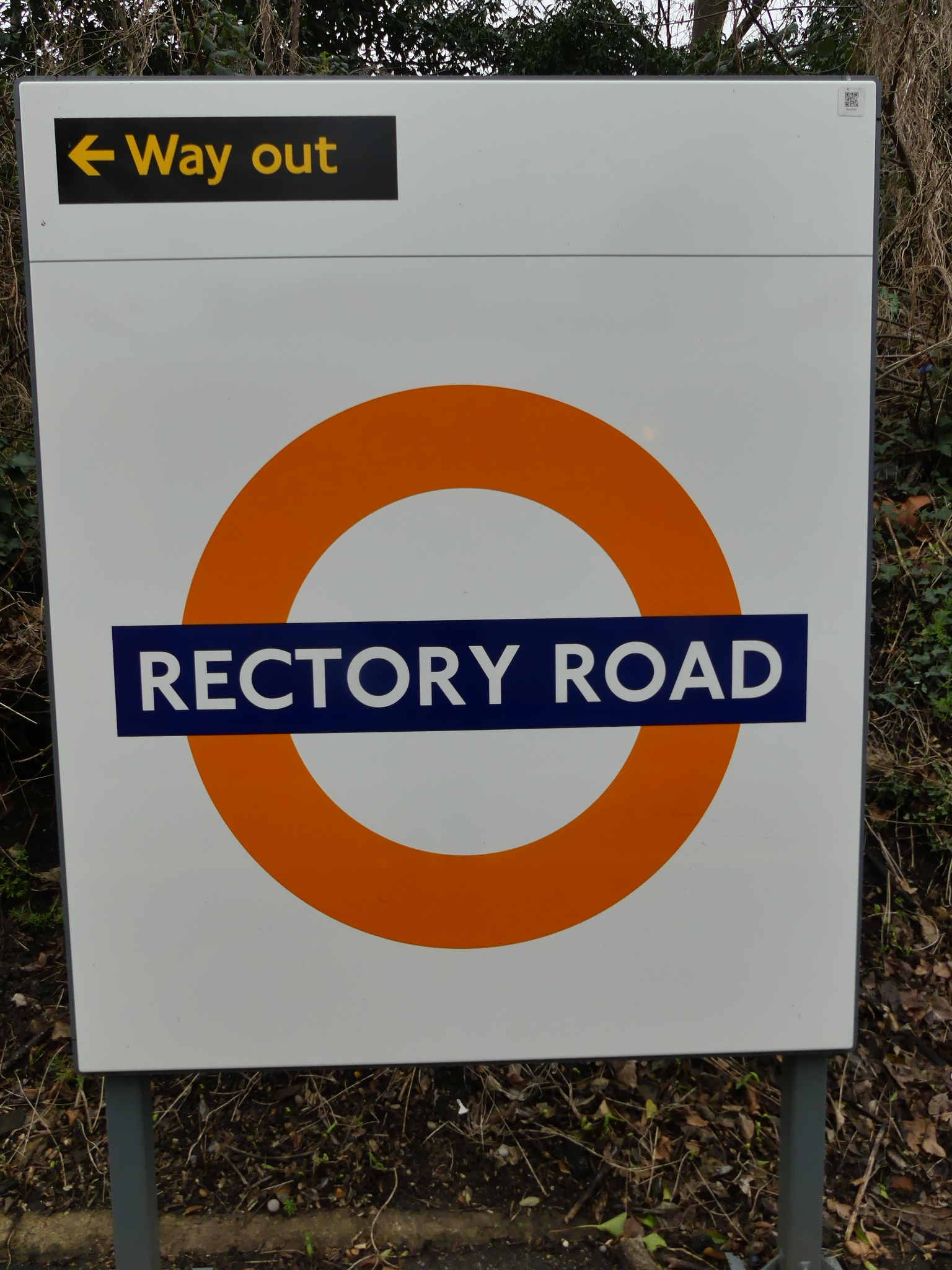
Logo ("roundel") van London Overground